# Colin Ramasra
Colin Ramasra (* 5. November 1983) ist ein ehemaliger Squashspieler aus Trinidad und Tobago.

## Karriere
Colin Ramasra spielte von 2006 bis 2014 auf der PSA World Tour. Seine höchste Platzierung in der Weltrangliste erreichte er mit Rang 148 im Juni 2009. Er nahm an den Commonwealth Games 2006, 2010, 2014 teil, ohne eine vordere Platzierung zu erreichen. Bei allen drei Austragungen erreichte er im Einzel die zweite Runde. Im Doppel schied er 2006 ebenso in der Vorrunde aus wie 2014 und auch im Mixed 2014 verpasste er den Einzug in die K.-o.-Runde. In denselben Jahren vertrat Ramasra außerdem Trinidad und Tobago bei den Zentralamerika- und Karibikspielen. Sein größter Erfolg gelang ihm dabei 2010, als er mit Kerrie Sample erst im Finale Eric Gálvez und Samantha Terán unterlag und somit die Silbermedaille gewann. In den Jahren 2007 und 2009 erreichte Ramasra die Einzelfinals bei den Karibikmeisterschaften, unterlag dort aber jeweils Gavin Cumberbatch und Christopher Binnie. Mit der Mannschaft gewann er dagegen 2009 und 2012 den Titel. Auf nationaler Ebene sicherte sich Ramasra zwischen 2002 und 2014 den Gewinn von acht Landesmeisterschaften. 2015 beendete er schließlich seine Karriere.

## Erfolge
- Vizekaribikmeister: 2007, 2009
- Karibikmeister mit der Mannschaft: 2009, 2012
- Zentralamerika- und Karibikspiele: 1 × Silber (Mixed 2010)
- Meister von Trinidad und Tobago: 8 Titel (2002, 2005, 2006, 2009, 2010, 2011, 2013, 2014)